# Solang’ es hübsche Mädchen gibt
Solang’ es hübsche Mädchen gibt ist ein deutscher Musikfilm von Arthur Maria Rabenalt aus dem Jahr 1955. In den Hauptrollen agieren Grethe Weiser, Georg Thomalla und Alice und Ellen Kessler, in tragenden Rollen Rudolf Vogel, Irene Mann, Bob Cunningham und Oskar Sima.

## Handlung
Ernst, seine Frau Alice, ihre Zwillingsschwester Ellen, ihr Mann Bob und die gemeinsame Schwester der jungen Frauen, Monika, kommen am Flughafen München an. Sie fahren zu Mutter Erna Lerch und erinnern sich beim Betreten des schicken Hauses, wie alles kurz nach Kriegsende 1947 war:
Nach der Bombardierung Münchens war Familie Lerch aus ihrer zerstörten Wohnung ein Stockwerk tiefer in die Wohnung der Familie Müller-Wiesenthal gezogen. Ihnen hatten sie während des Krieges unter persönlicher Gefahr die Flucht in die USA ermöglicht. Weil Erna Lerch der Meinung ist, dass das Ehepaar vielleicht gar nicht mehr zurückkehrt und auch nicht wissen kann, welche Einrichtungsgegenstände den Krieg überstanden haben, versetzt sie für Essen nach und nach einen Großteil der Möbel. Vater Lerch, der ein rechtschaffener Eisenbahner ist, findet das Verhalten seiner Frau entsetzlich, will er doch ehrlich sein und dem Paar bei der Rückkehr ihr Eigentum zurückgeben. Nur notgedrungen organisiert er in seinem Betrieb Schwellen, wird in seinem Haus doch immer wieder ein Treppenteil gestohlen – glaubt er, da Mutter Lerch das Stück regelmäßig für Feuerholz zersägen lässt.
In Lerchs Haushalt leben die 25-jährige Monika, die 20-jährigen Zwillinge Alice und Ellen sowie Untermieter und Musiker Ernst, der schon lange in Alice verliebt ist. Um die Familie zu ernähren, ist Mutter Lerch rege im Schwarzhandel tätig, gehen bei ihr doch die amerikanischen Soldaten ein und aus und lassen stets brauchbare Waren zurück. Eines Tages erscheint der junge Bob bei Erna Lerch. Er ist seit einem Tag in Deutschland und übergibt ihr einen Brief der Müller-Wiesenthals, die Bekannte seiner Eltern sind. Erna Lerch ist so verzweifelt, dass sie den Brief nicht öffnet. Vater Lerch traut sich und liest, dass es dem Paar gut geht, sie nicht nach Deutschland zurückkehren wollen und den Lerchs ihr gesamtes in der Wohnung verbliebenes Hab und Gut schenken. Zudem wollen sie ihnen Care-Pakete schicken. Vater Lerch will es seiner Frau heimzahlen und behauptet, dass die Müller-Wiesenthals einen Deutschlandbesuch planen und auch ihre Möbel in Augenschein nehmen wollen. Heimlich lässt er sich die Care-Pakete an seine Dienstadresse schicken und schlemmt mit seinen Kollegen. Erst nach und nach spielt er „Weihnachtsmann“ und steckt Nahrungsmittel in die Mäntel seiner Familie.
Erna Lerch glaubt, dass die Familie nun langfristig die Wohnung der Müller-Wiesenthals verlassen muss. Die Kinder entschließen sich, daher für ihren Lebensunterhalt zu sorgen. Mit Ernst und der Hilfe der GIs gründen sie eine Band mit Tänzerinnen und organisieren in der Kneipe von Frau Otto einen Unterhaltungsabend. Der findet ein plötzliches Ende, als ein engagierter Feuerschlucker die Einrichtung in Brand setzt. Ernst rettet Alice, während Bob Ellen beschützt, aber glaubt, er habe Alice vor sich. Im Anschluss an das Feuer werden alle Gäste verhaftet. Der Colonel zeigt sich empört und verdutzt, dass die Hälfte der Inhaftierten amerikanische Soldaten sind, und sucht Erna Lerch auf. Auch er ist schnell ihrem Charme erlegen und organisiert für die Revue eine neue Auftrittsmöglichkeit in Garmisch. Der Abend wird ein großer Erfolg. Am Ende bringt der Postbote einen neuen Brief von den Müller-Wiesenthals, in dem sie den Verzicht auf ihre Sachen bekräftigen und nach dem Erhalt der Care-Pakete fragen. Vater Lerch gibt kleinlaut den Schwindel zu. Kurz darauf macht Bob Ellen einen Heiratsantrag, den die Familie akzeptiert, ist Bobs Vater doch wie Vater Lerch bei der Eisenbahn tätig – wenn auch als Präsident.

## Produktion, Veröffentlichung
Solang’ es hübsche Mädchen gibt beruht auf dem Bühnenstück Okay Mama von Annemarie Artinger, die auch am Drehbuch beteiligt war. Für die Kessler-Zwillinge war es ihre erste gemeinsame Zusammenarbeit in einem Film. Der Film wurde in den Bavaria-Film-Studios, im Carlton-Atelier und vor Ort in München gedreht. Die Kostüme schuf Teddy Rossi-Turai, die Filmbauten stammen von Kurt Herlth und Robert Herlth.
Der Film erlebte am 8. Juli 1955 im Münchener Stachus-Filmpalast seine Premiere. In Frankreich wurde er unter dem Titel Tant qu’il y aura des jolies filles am 29. Februar 1956 veröffentlicht und in den USA im Jahr 1958 unter dem Titel Beautifil Girls. In Spanien lief der Film unter dem deutschen Originaltitel und in den Niederlanden unter dem Titel Zolang er Mooie Meisjes zijn.
Die Icestorm Entertainment GmbH gab Solang’ es hübsche Mädchen gibt… am 14. April 2017 auf DVD heraus.

## Kritik
Der film-dienst nannte Solang’ es hübsche Mädchen gibt ein Revuelustspiel, in das „mit wenig Humor oder gar Witz […] Schwarzmarkt, Fraternisierung und andere Zeiterscheinungen in die kümmerliche Handlung einbezogen [werden]“. „Spaßige Erinnerungen an lausige Zeiten“, fassten hingegen die Filmblätter zusammen.